# Kemal Tas

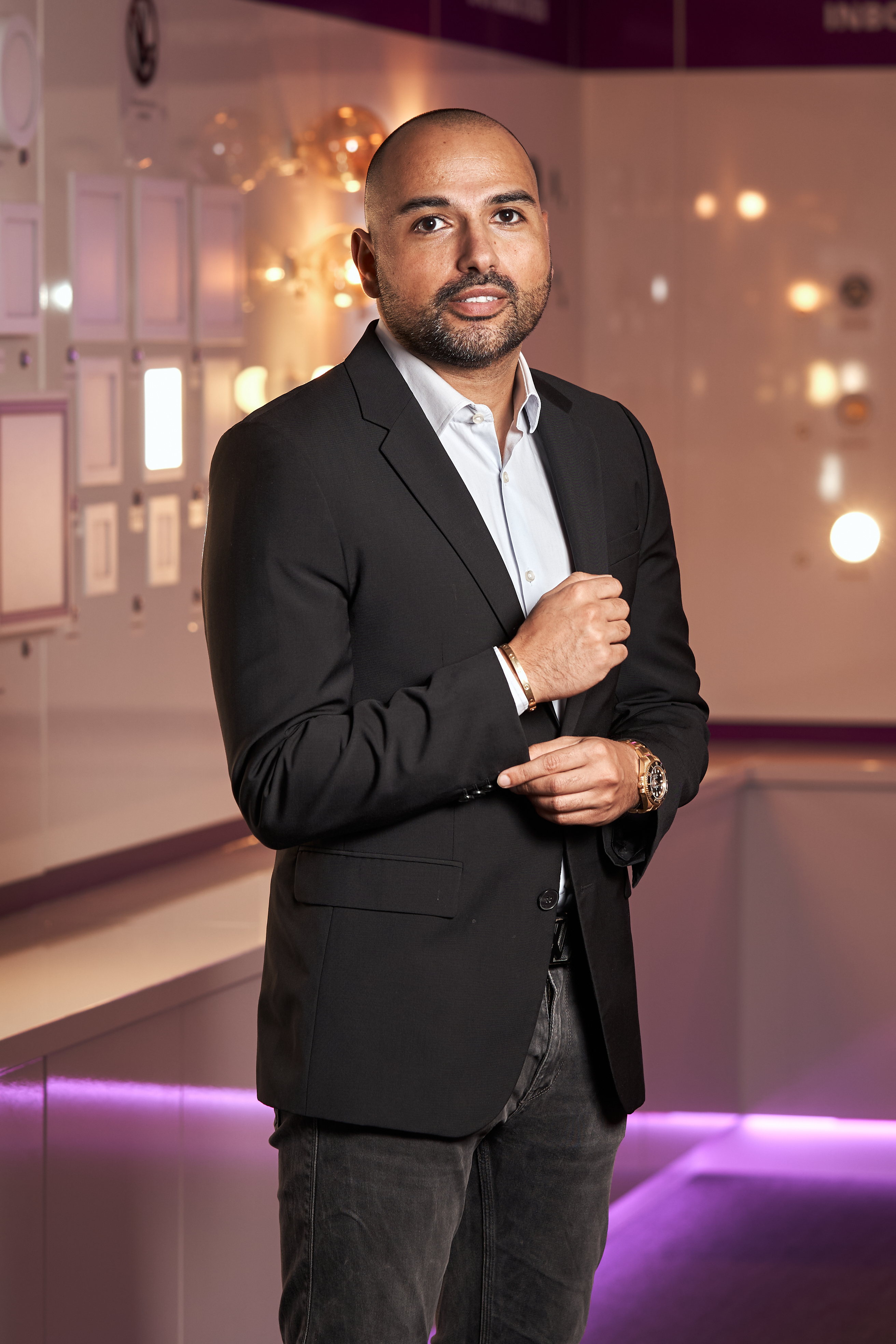
Kemal Tas

Kemal Tas (Amsterdam, 1985) is een Nederlandse ondernemer.

## Biografie
Tas is geboren in Amsterdam. Na de opleiding havo volgde hij vier jaar de studie Bedrijfskundige Informatica. Daarna ging hij aan de slag als ETL-ontwikkelaar en Business Intelligence Specialist bij Fortis en werd Business Information Manager bij ING. In 2012 is Tas begonnen met ondernemen. Naast zijn baan bij ING begon hij vanuit zijn huis via Marktplaats led-verlichting aan consumenten te verkopen. Zijn zolderkamer bouwde hij om tot een minimagazijn met een ruimte van 10 m². Zijn bedrijf Ledstores groeide uit tot een onderneming met 50 werknemers in 2020.

## Vermeldingen

### Persoonlijk
- Quote top 100 Jonge Miljonairs 2020[1]
- EY Entrepreneur of The Year[(sinds) wanneer?][bron?]

### Bedrijf LEDstores
- FD Gazellen 2020[2]
- Crossborder top 30, 2020: 26e plaats[3]
- Twinkle top 250[(sinds) wanneer?][bron?]
- MT/Sprout challenger50, 2020[4]